# Софтуер за редактиране на видео
Софтуер за редактиране на видео – компютърна програма, включваща в себе си набор инструменти, които позволяват редактиране на видеофайлове с компютър.

## Преглед

### Проект
Проект, в този случай, е съвкупността от всички настройки и промени, направени в приложението, които се записват във файл. В него се съхраняват данни за всички промени в клипа, разположението на аудио и видео пътеките, приложените ефекти и филтри, списък с всички медийни файлове, използвани при монтажа. Файловете позволяват последващо отваряне и редактиране, в случаите когато пътя до всички използвани медийни файлове съвпада с този в началото на работата. Често се случва програмата да съобщава за грешки, когато не може да намери даден файл. Някои програми предлагат възможността всички медии, използвани в този проект да бъдат записани във файла, което може да доведе до загуба на дисково пространство.

### Timeline
Timeline (времева линия или монтажна лента) – елемент от интерфейса на програмата – лента, на която са разположени визуално всички медийни файлове и където става самият монтаж. Клиповете на лентата са наредени от ляво надясно хронологически.

### Възможности за редактиране
Софтуерите за редактиране на видео позволяват добавяне на филтри и ефекти, най-често срещаните от които са:
- Цветокорекция
- Корекция на яркостта
- Шумопотискане
- Ускоряване/забавяне скоростта ка клипа
- Използване на неподвижни изображения
- Наслагване на субтитри
- Наслагване на компютърна графика
- Повишаване качеството на видео, увеличаване на резкостта
- Имитиращи филтри, например създаващи ефект като от стар филм
- Деформация
- Вмъкване на различни текстове и таблици
- Мащабиране
- Deinterlacing

### Анализ на видео
При анализа на видео могат да се ползват следните инструменти:
- Вектороскоп
- Хистограма
- Осцилограф

### Добавяне на звук
В повечето случаи към видеото се включва и звукова пътечка. Повечето софтуери за видео редактиране включват в себе си аудио редактори с базови функции. По този начин звука може да се миксира, да се изменят нивата на звука, да се прилагат филтри или ефекти. За контрол на изхода на звука, често има инструмент който графично показва силата му (gain).

## Функции на видео редактор
Най-често срещаните функции на видео редактор:

### Запис
В допълнение към възможността за сваляне на видео файлове, много редактори ви позволяват директно да записвате видео във файл. Обикновено звукът се записват едновременно с видеото, но също така може да бъде добавен и по-късно.
За да се спести дисково пространство при записването видеото се компресира (кодира). Параметрите на кодирането зависят изцяло от възможностите на компютъра или монтажната станция, целите за които ще бъде използван този файл и желаният баланс между качество и размер на файла.

### Монтаж
Най-простите възможности за монтаж на всички видео редактори са рязането, пренареждането и изтриването на кадри.
По-новите приложения имат много повече опции за обработка на видео: създаване на различни преходи между клиповете, мащабиране и форматиране, добавяне и премахване на шум, цветни корекции, добавяне на заглавия и графики, манипулиране на саундтрака и др.

### Рендъринг
Рендъринг (или рендериране, на английски rendering) е процес на създаване на цифрови изображения от модели в компютърната графика. Това е последната важна стъпка, която дава финални щрихи на моделите и анимацията. Визуализацията има приложение в архитектурата, видео игрите, симулациите, визуалните ефекти в киното и телевизията, като навсякъде се използват различни техники.

### Компресия
Вида на компресията се определя от целите, за които ще бъде използвано видеото. За висококачествено видео излъчване трябва да има минимално изкривяване, по-ниска степен на сгъстяване, и следователно с голям поток данни – разделителна способност видеото от 25 Mbit/s и повече. За Интернет и мобилни устройства се използват ефективни кодеци, които ви позволяват да получите приемливо качество на изображението – разделителна способност от 2,1 Mbit/s. Видео с висока резолюция изисква голям битрейт съответно повишени изисквания към системните ресурси на компютъра и монтажната станция.

### Мултимедийни продукти
Някои видео редактори позволяват създаването на DVD. Тази операция включва създаването на менюта, разделянето на филми на секции, добавянето на няколко аудио записи за различни езици, добавяне на субтитри. По-новите редактори могат да създават Blu-Ray дискове.

## Списък видео редактори
| - Adobe After Effects - Adobe Premiere - Avidemux - Avid Media Composer - AVS Video Editor - Camtasia Studio - Canopus Edius - Cinelerra - Corel VideoStudio - Kdenlive - Kino - LiVES - Magix - Movavi Video Editor - OpenShot Video Editor - Pinnacle Studio - PiTiVi - Sony Vegas - Ulead VideoStudio - VirtualDub - Windows Movie Maker - Final Cut Pro | - Filelab Video Editor - MIXandMASH.tv - One True Media - MotionBox - Movie Masher - Photobucket - Toufee |

|  | Тази страница частично или изцяло представлява превод на страницата „Видеоредактор“ в Уикипедия на руски. Оригиналният текст, както и този превод, са защитени от Лиценза „Криейтив Комънс – Признание – Споделяне на споделеното“, а за съдържание, създадено преди юни 2009 година – от Лиценза за свободна документация на ГНУ. Прегледайте историята на редакциите на оригиналната страница, както и на преводната страница, за да видите списъка на съавторите. ВАЖНО: Този шаблон се отнася единствено до авторските права върху съдържанието на статията. Добавянето му не отменя изискването да се посочват конкретни източници на твърденията, които да бъдат благонадеждни. |